# Сантьяго-Сакатепек
Сантьяго-Сакатепек (исп. Santiago Zacatepec) — город и муниципалитет в Мексике, входит в штат Оахака. Население — 4871 человек (на 2005 год).